# 非洲古猿
非洲古猿（Afropithecus）是生活在中新世早期至中期非洲及沙地阿拉伯已滅絕的靈長目。

## 形態
非洲古猿的牙齒有一層厚的琺瑯質，估計牠是吃堅果及其他有硬殼的食物。這種新穎的形態能幫助牠們在歐亞大陸的森林中立足，能吃原康修爾猿及其他早期的猿吃不到的食物。
非洲古猿有一些地方像日猿、肯尼亞古猿及大型的人猿總科。

## 外部連結
- http://www.ncbi.nlm.nih.gov/entrez/query.fcgi?cmd=Retrieve&db=PubMed&list_uids=3137824&dopt=Abstract
- http://www.primates.com/history/ （页面存档备份，存于）
- https://web.archive.org/web/20040830232147/http://www.mc.maricopa.edu/~reffland/anthropology/anthro2003/origins/primates/primate_evol/miocene.html
- Mikko's Phylogeny archives